# Diabrotica curvipustulata
Diabrotica curvipustulata es una especie de insecto coleóptero de la familia Chrysomelidae. Fue descrita en 1890 por Baly. Se encuentra en México, Nicaragua, Honduras, Colombia.